# 100 років із часу заснування «Українського Радіо» (монета)
100 ро́ків із ча́су заснува́ння «Украї́нського Ра́діо» — пам'ятна монета номіналом 5 гривень, випущена Національним банком України, присвячена сторіччю першого українського радіомовника, який безперервно працює з 1924 року. «Українське Радіо» є найстарішим радіо країни.
Монету введено в обіг 15 листопада 2024 року. Вона належить до серії «Інші монети».

## Опис монети та характеристики
| Номінал грн. | Метал      | Маса, г | Діаметр, мм | Якість виготовлення       | Гурт     | Тираж, штук |
| ------------ | ---------- | ------- | ----------- | ------------------------- | -------- | ----------- |
| 5            | нейзильбер | 16,54   | 35,0        | спеціальний анциркулейтед | рифлений | 50 000      |

### Аверс

Логотип Українського радіо

На аверсі монети в центрі композиції розташований малий Державний Герб України, навколо якого багаторазово повторюється фраза «ГОВОРИТЬ КИЇВ», що акцентує увагу на історичній та сучасній ролі Києва як центру комунікації. Цей елемент також відображає стилізований фрагмент лінії зіткнення й поширення радіохвиль над окупованими територіями, що символізує важливість Українського радіо у відстоюванні національної самобутності та протидії ворожій пропаганді. Угорі зазначено напис «УКРАЇНА», ліворуч — номінал «5» з графічним символом гривні (горизонтально), рік карбування — «2024» (вертикально), нижче — логотип Банкнотно-монетного двору Національного банку України.

### Реверс
На реверсі монети стилізовано зображено поширення радіохвиль, джерелом яких є крапка над літерою «і» у слові «радіо». Ця літера зображена у вигляді своєрідної щогли, що символізує ідентифікацію саме Українського радіо. Під композицією розміщено напис «УКРАЇНСЬКЕ / РАДІО 1924», що означає рік заснування найбільшої радіомережі України.

Весь тираж 50000 монет було випущено у сувенірних упаковках
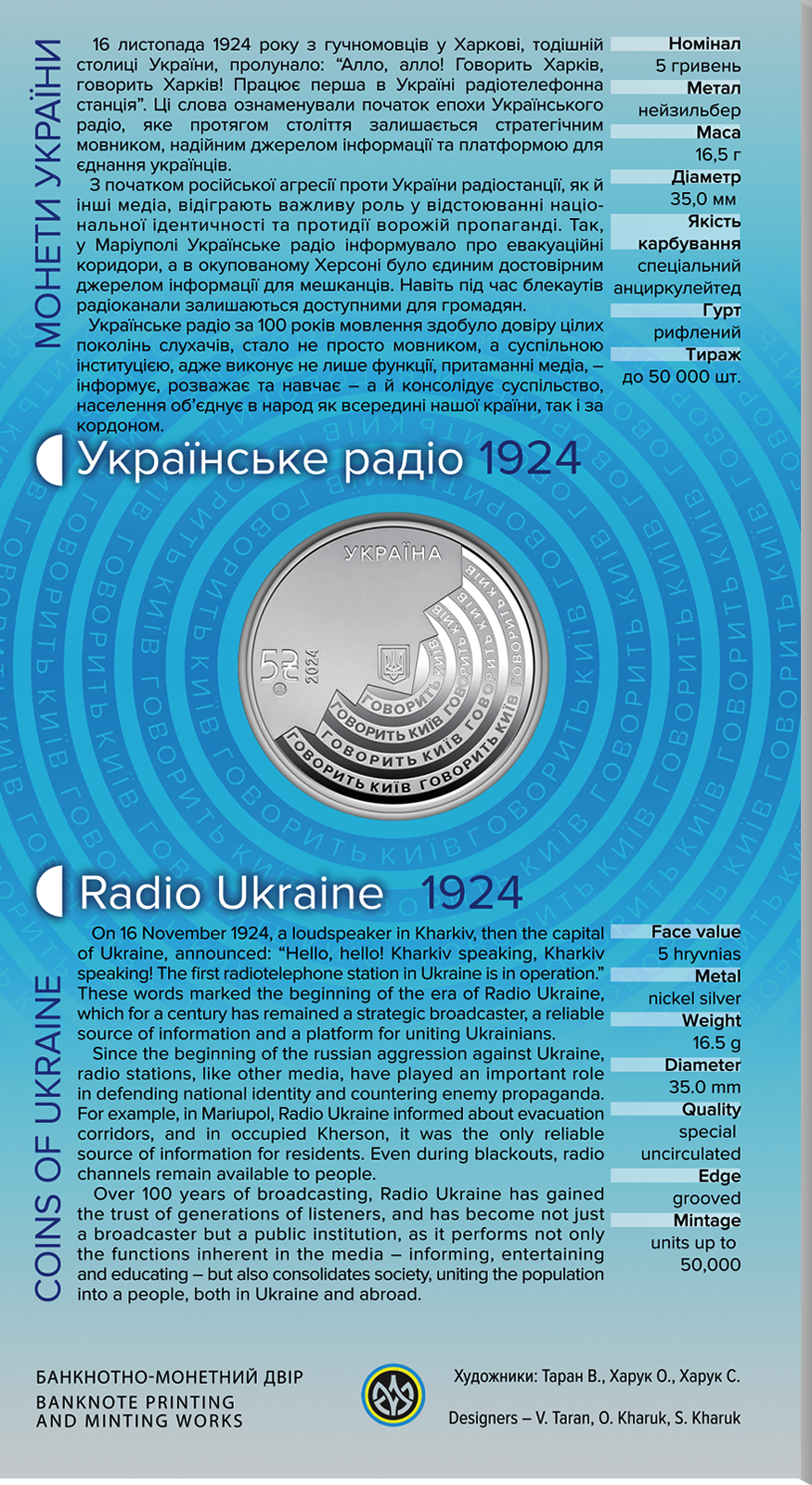
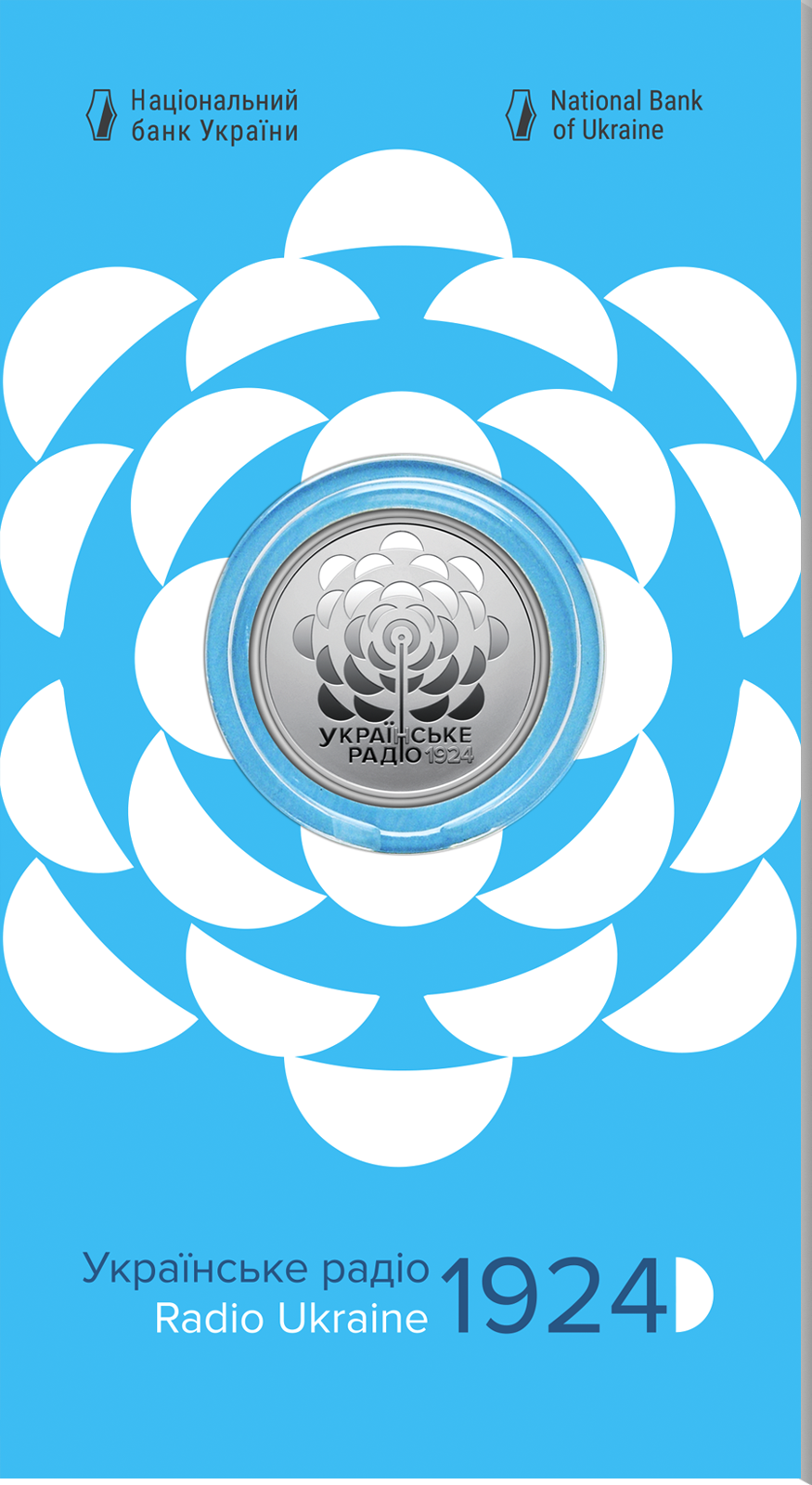

## Автори
- Художники: Таран Володимир, Харук Олександр, Харук Сергій.
- Скульптор — Демяненко Анатолій.

## Вартість монети
Під час введення монети в обіг 2024 року, Національний банк України реалізовував монету за ціною 163 гривні.
Фактична приблизна вартість монети, з роками змінювалася так:
| Рік        | 2025 | 2026 | 2027 |
| ---------- | ---- | ---- | ---- |
| Ціна, грн. | 230  |      |      |